# Federico Andreotti

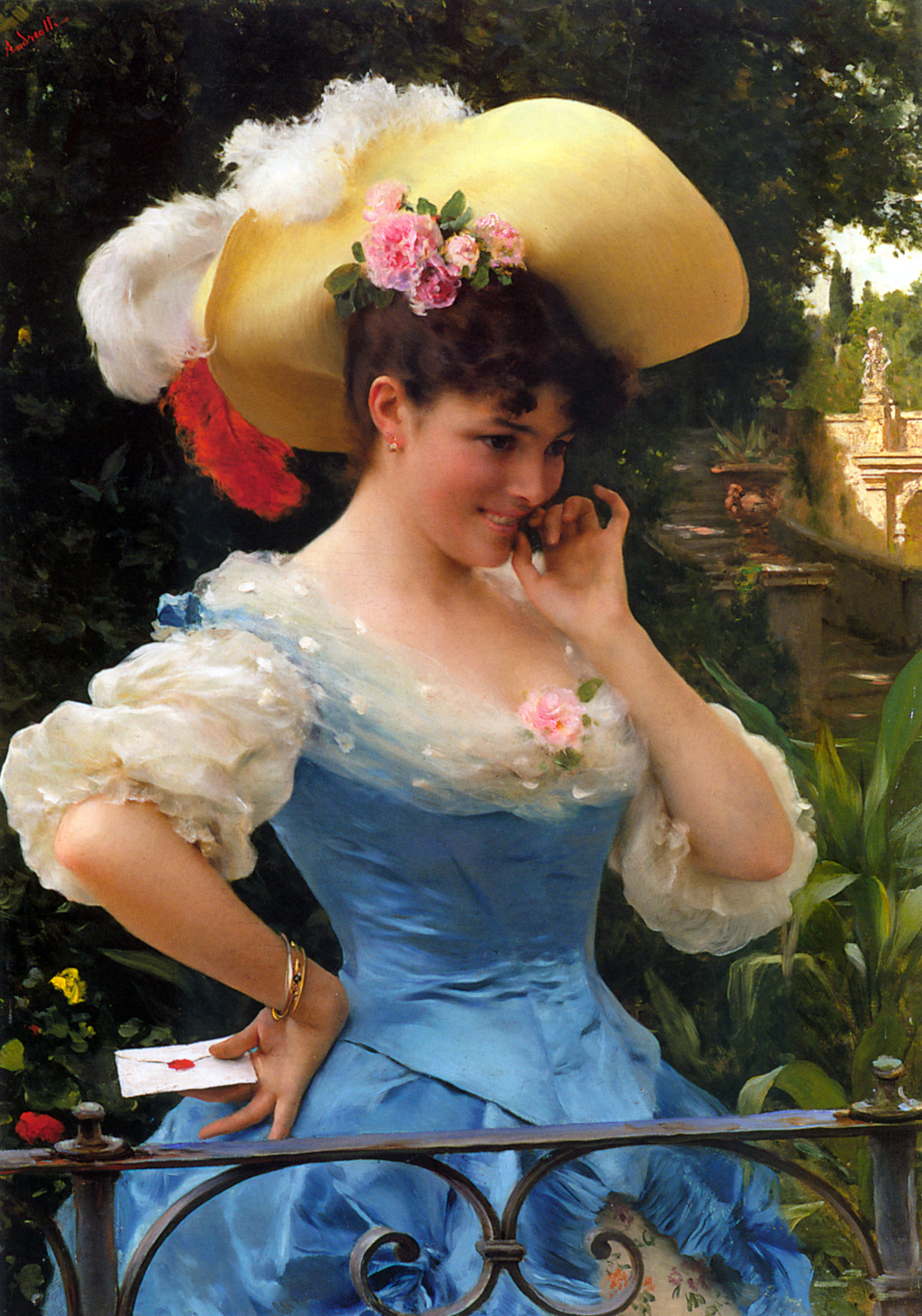
List miłosny

Federico Andreotti (ur. 6 marca 1847 we Florencji, zm. 1930 tamże) – włoski malarz akademicki.
Studiował w Akademii Sztuk Pięknych we Florencji pod kierunkiem Enrico Pollastriniego i Angiolo Tricca. Malował lekkie i pogodne sceny rodzajowe osadzone w XVII i XVIII w., portrety, rzadziej  pejzaże, martwe natury i sceny historyczne. Jego prace odznaczają się bogatą kolorystyką i dbałością o szczegóły, zwykle przedstawiają młode, piękne kobiety podczas beztroskich zajęć. Artysta wystawiał m.in. w Royal Academy, a nabywcami jego dzieł byli najczęściej bogaci kolekcjonerzy amerykańscy.